# Écrêtage (mathématiques)
Ne doit pas être confondu avec écrêtage.
 (août 2025).
En informatique, l'écrêtage (ou bridage) consiste à limiter une valeur à une plage comprise entre un minimum et un maximum. Contrairement à l'enroulement, l'écrêtage déplace simplement le point vers la valeur possible la plus proche.
| Y = clamp(X, 1, 3) | Y = clamp(X, 1, 3) |
| X                  | Oui                |
| ------------------ | ------------------ |
| 0                  | 1                  |
| 1                  | 1                  |
| 2                  | 2                  |
| 3                  | 3                  |
| 4                  | 3                  |

Une fonction d'écrêtage sur un intervalle [a , b] est définie comme :
{\displaystyle clamp(x)={\begin{cases}a&{\text{ si }}x\leqslant a\\x&{\text{ si }}x\in [a,b]\\b&{\text{ si }}x\geqslant b\\\end{cases}}=\max(a,\min(x,b))}

## Etude de fonction
Une fonction d'écrêtage est continue. Sa dérivée est la fonction porte sur l'intervalle [a,b].

## Applications
Plusieurs langages de programmation et bibliothèques proposent des fonctions d'écrêtage rapide et vectorisé. En Python, la bibliothèque pandas propose les méthodes Series.clip et DataFrame.clip. La bibliothèque NumPy propose la fonction clip. En Wolfram Language, elle est implémentée sous la forme Clip[x, {minimum, maximum}].
Dans OpenGL, la fonction glClearColor prend quatre valeurs de type GLfloat qui sont ensuite « écrêtées » à l'intervalle {\displaystyle [0,1]}.
L'une des nombreuses utilisations de l'écrêtage en infographie est le placement d'un détail à l'intérieur d'un polygone, par exemple un impact de balle sur un mur. Il peut également être combiner avec l'enroulement pour créer divers effets.
En CSS, clamp() peut aider à implémenter une typographie réactive ou des conceptions réactives en général.
Bien que les feuilles de calcul comme Excel, Open Office Calc ou Google Sheets ne fournissent pas directement de fonction d'écrêtage, le même effet peut être obtenu en utilisant des fonctions comme MAX et MIN ensemble, par MEDIAN,, ou avec des macros de fonctions de cellule. Lorsqu'on essaie d'effectuer un écrêtage lorsque l'entrée est un tableau, d'autres méthodes doivent être utilisées.